# Франс Кретциг
Франс Кретциг (нім. Frans Krätzig; нар. 14 січня 2003, Нюрнберг) — німецький футболіст, півзахисник австрійського клубу «Ред Булл» (Зальцбург) та молодіжної збірної Німеччини.

## Клубна кар'єра
Народився 14 січня 2003 року в місті Нюрнберг.
У дорослому футболі дебютував 2022 року виступами за команду «Баварія II», в якій провів один сезон, взявши участь у 35 матчах чемпіонату. 
Своєю грою за цю команду привернув увагу представників тренерського штабу головної команди клубу «Баварія», до складу якого приєднався 2023 року. Відіграв за мюнхенський клуб наступний сезон своєї ігрової кар'єри.
Протягом 2024 року захищав кольори клубу «Аустрія» (Відень).
28 червня 2024 року Кретциг підписав однорічний орендний контракт з клубом Бундесліги  «Штутгарт» з опцією переходу на постійній основі в кінці сезону.  Станом на 24 серпня 2024 року відіграв за штутгартський клуб 1 матч в національному чемпіонаті.

## Виступи за збірні
У 2023 році дебютував у складі юнацької збірної Німеччини (U-20), загалом на юнацькому рівні взяв участь у 8 іграх, відзначившись одним забитим голом.
З 2024 року залучався до складу молодіжної збірної Німеччини. На молодіжному рівні зіграв у трьох офіційних матчах.